# Чечет, Виктор Константинович
Чечет Виктор Константинович (1891, Киев, Российская империя — 1974, Нью-Йорк, США) — украинский военный лётчик, конструктор-судостроитель, дизайнер, художник, пионер современных многокорпусных парусников. Автор термина тримаран.

## Биография
Ещё до начала Первой мировой войны построил первый любительский парусный катамаран. Участвовал в гонках Киевского императорского яхт-клуба, победа его катамарана была аннулирована как судна не соответствующего регламенту гонок.
Участник Первой мировой войны. Военный лётчик, доброволец Экспедиции Особого Назначения, которая действовала на Дунае в 1914—1915 годах для помощи Сербии.
В 1918 году был лётчиком-наблюдателем в Первом Украинском армейском авиационном отряде армии Украинской Народной Республики в чине хорунжего.
В 1923 году эмигрировал в США и дальше экспериментировал с катамаранами и тримаранами. С 1940 года проживал на Great Neck в Нью-Йорке, Лонг-Айленд. В 1945 году построил два 24-фунтовых тримарана Egg Nog и Egg Nog II. В качестве строительного материала была использована судостроительная фанера.
В 1946 году принял участие в гонках парусников «Marblehead Race Week». Несмотря на плохие результаты, его участие помогло преодолеть предубеждения против многокорпусных судов. В том же году основал Международную ассоциацию многокорпусных судов.

## Творчество
Кроме конструирования лодок зарабатывал на жизнь, рисуя пейзажи и портреты. Работал с голивудскими звёздами. Оформлял обложки журналов Picture Play (журнал), The American Weekly, Physical Culture Magazine, Liberty, Photoplay и многих других. Работал в том числе и в стиле пинап, в настоящее время широко представлен на аукционах. 

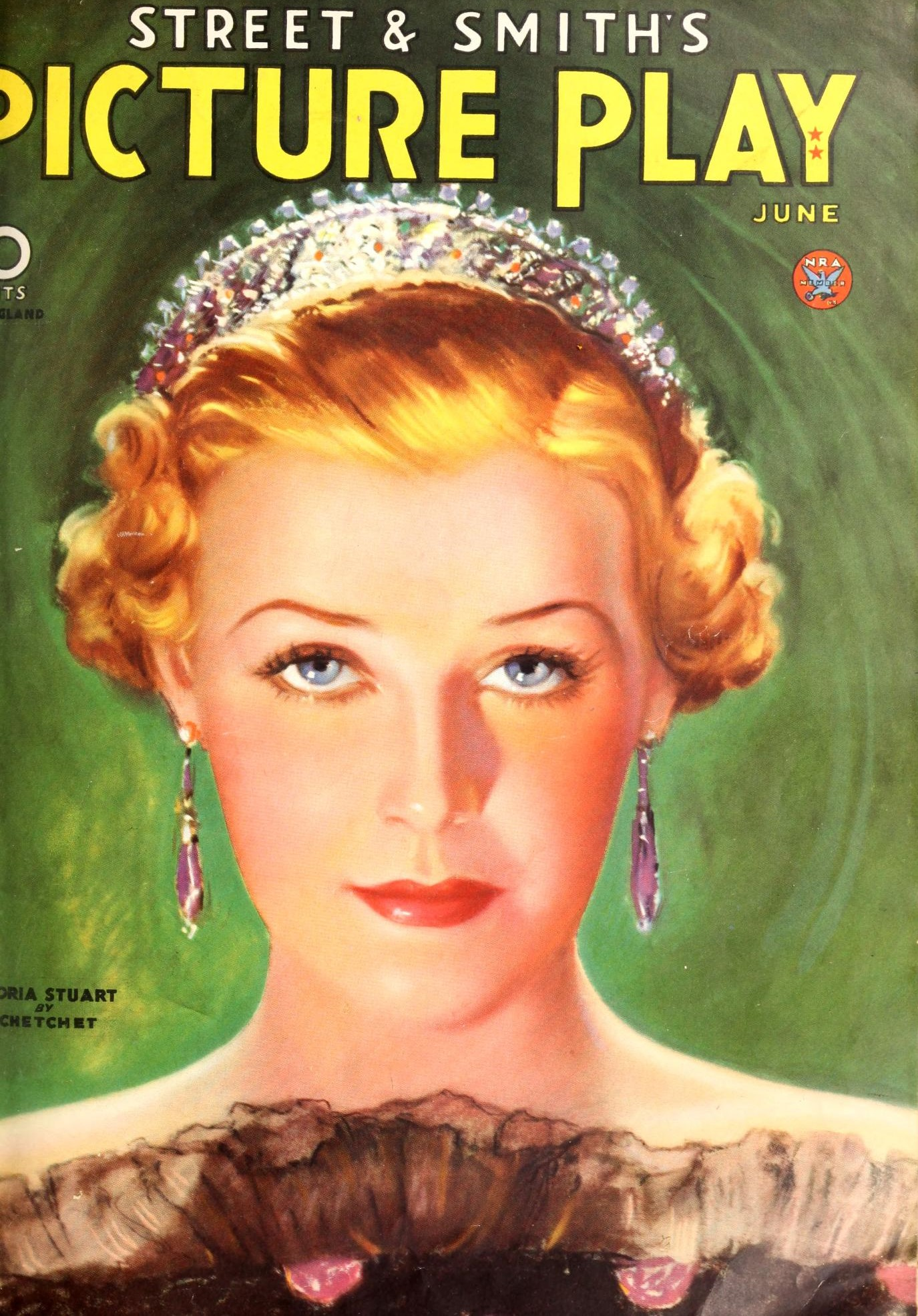
Глория Стюарт, обложка Picture Play, июнь 1934
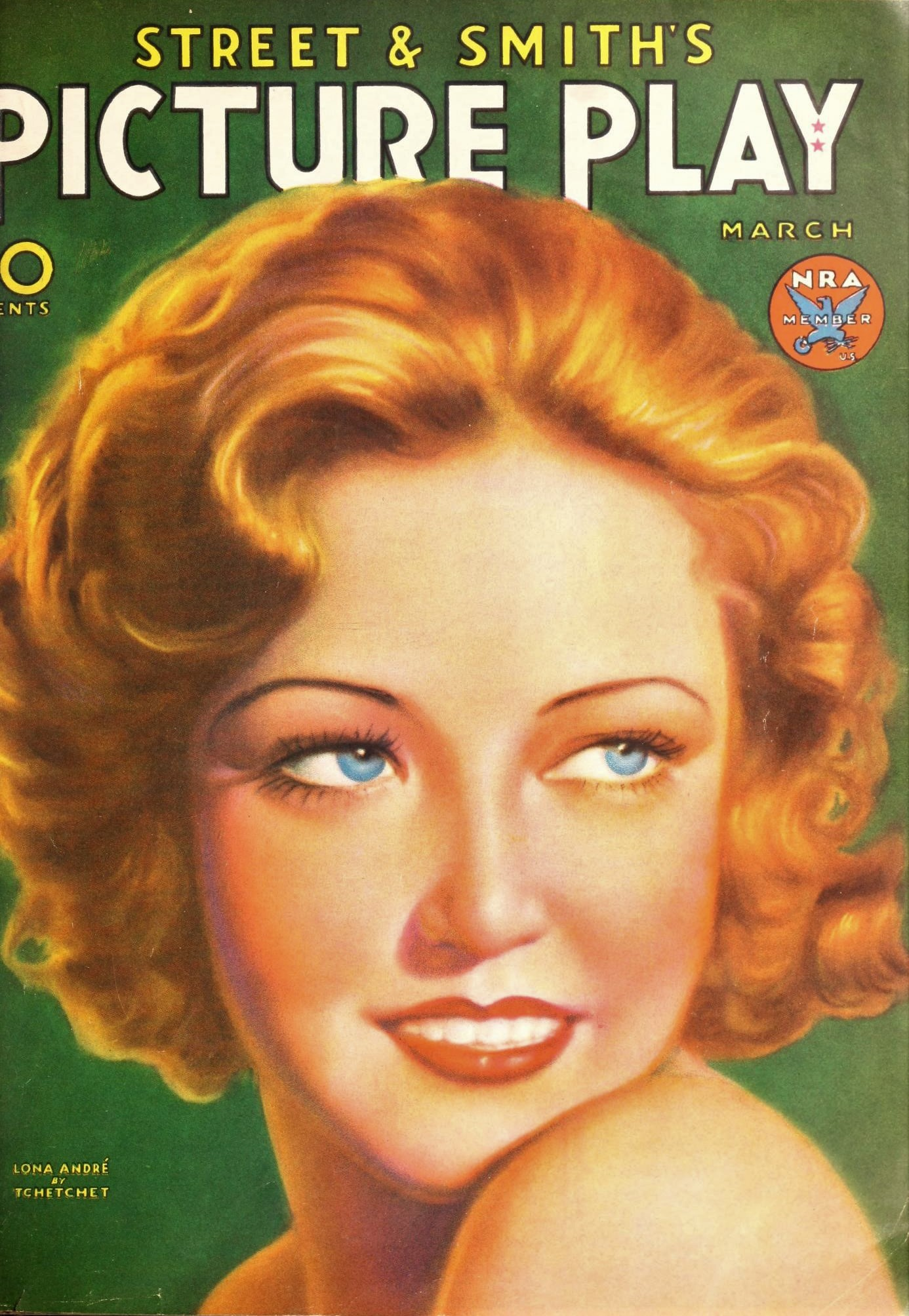
Лона Андре, рисунок В. Чечета, обложка Picture Play (журнал)[англ.] (1934)
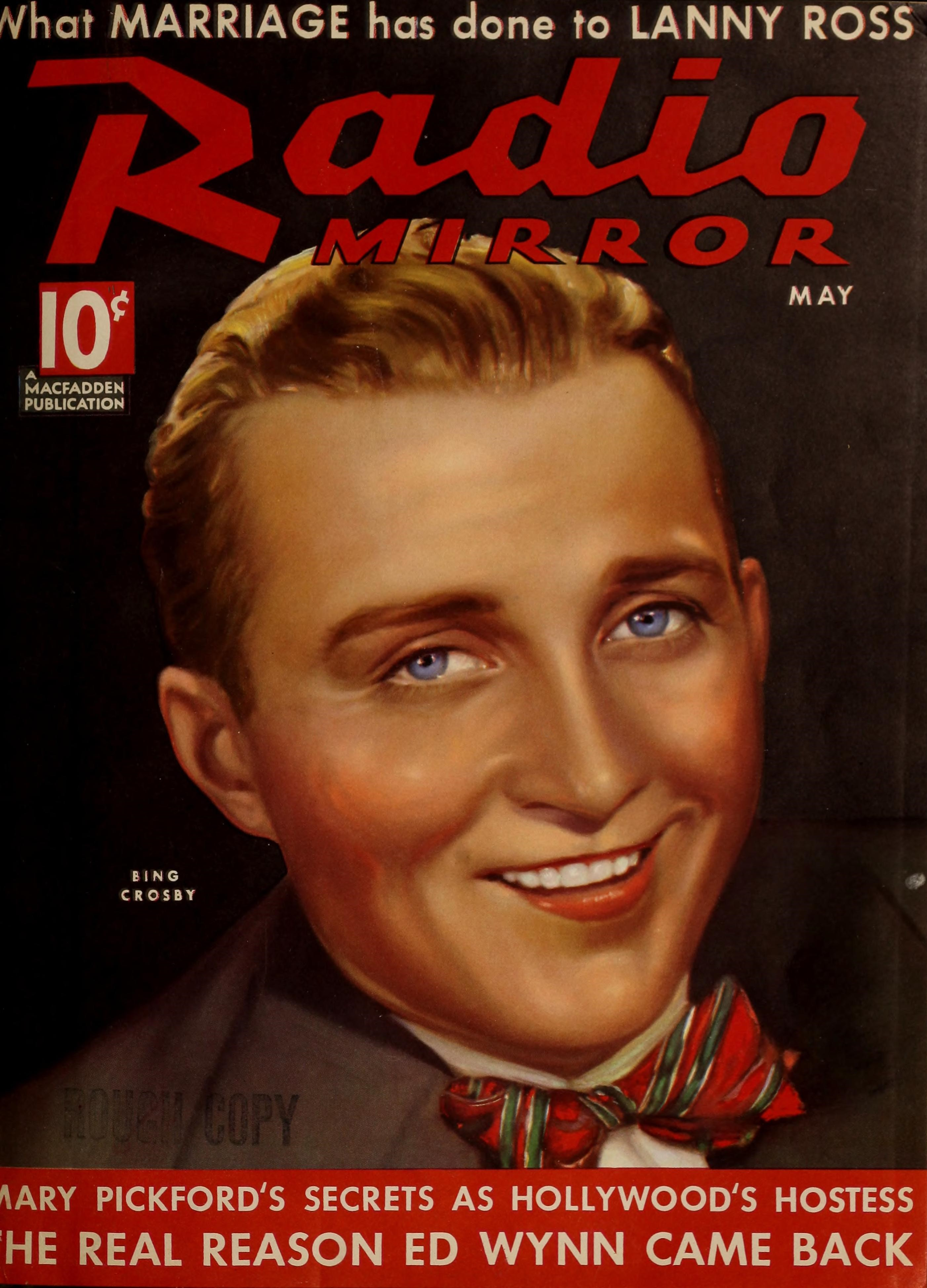
Бинг Кросби, обложка Radio Mirror, май 1936
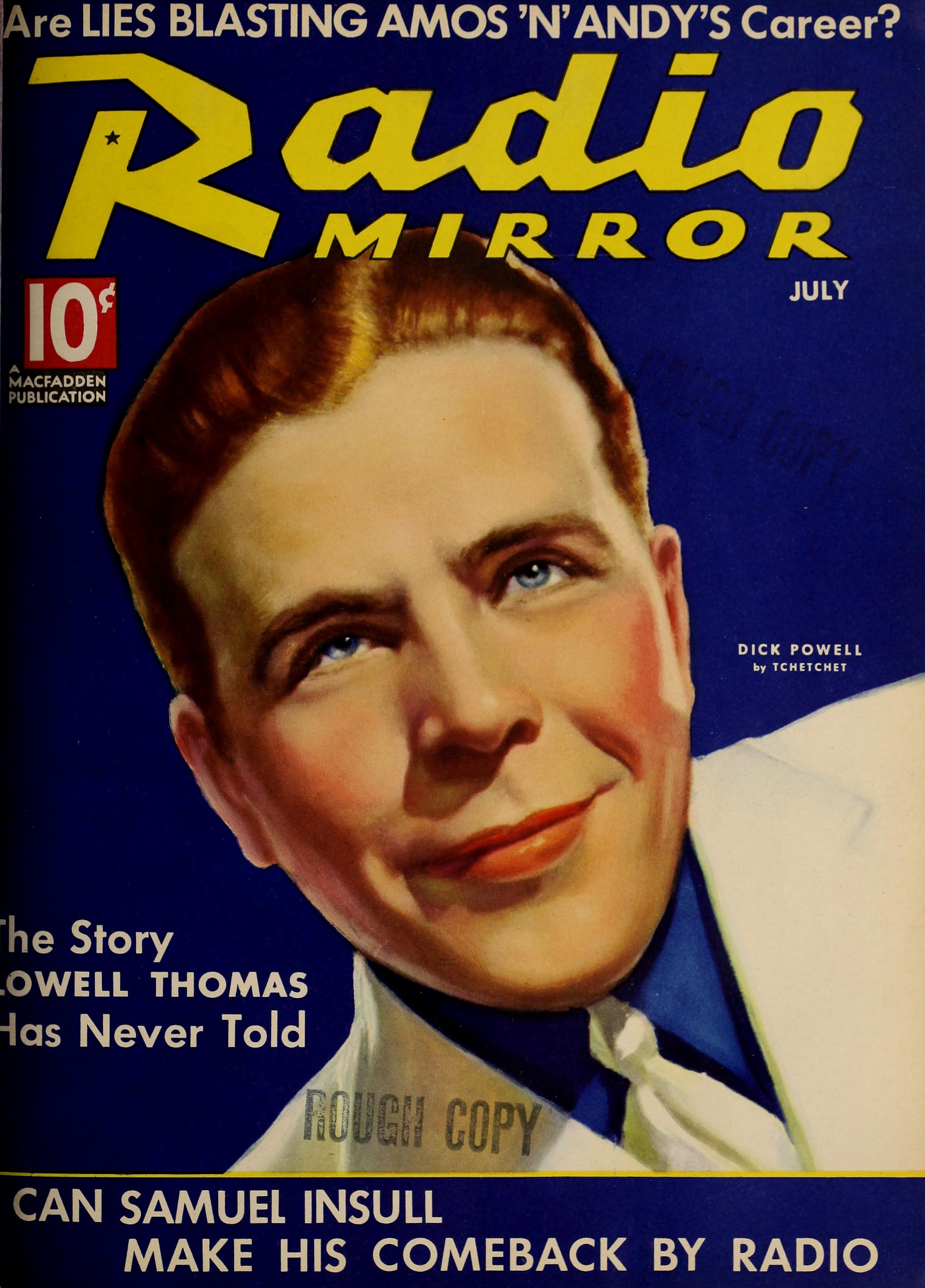
Дик Пауэлл обложка Radio Mirror, июль 1936

## Награды
- Георгиевская медаль 4-й ст. № 164417 «За мужество и храбрость при установке и обслуживании минной станции в виду неприятеля и за проводку телефонной линии»[3][7].

## Суда
Сконструировал следующие суда с пионерскими техническими решениями:
- T26 (тримаран)[англ.] — 26 футов (7,9 м) (около 1949 года)[8]
- Эг Ног (тримаран)[англ.] (Egg Nog, тримаран) — 24 фута (7,3 м) (около 1955 года)[8]
- Эг Ног II (Egg Nog II (тримаран).